# Naphazoline/pheniramine
Naphazoline / pheniramine, được bán dưới tên thương hiệu Naphcon-A và các thương hiệu khác, là thuốc nhỏ mắt kết hợp được sử dụng để giúp các triệu chứng viêm kết mạc dị ứng như viêm mũi dị ứng. Nó chứa naphazoline và pheniramine. Nó được sử dụng như thuốc nhỏ mắt. Sử dụng không được khuyến cáo trong hơn ba ngày.
Tác dụng phụ có thể bao gồm phản ứng dị ứng, mắt và giãn đồng tử. Không rõ liệu sử dụng trong thai kỳ có an toàn không. Nephazoline hoạt động bằng cách dẫn đến co thắt các mạch máu do đó làm giảm màu đỏ tốt pheniramine hoạt động bằng cách ngăn chặn tác dụng của histamine để ngăn chặn ngứa.
Sự kết hợp đã được chấp thuận cho sử dụng y tế tại Hoa Kỳ vào năm 1994. Nó có sẵn trên quầy. Năm 2016, đây là loại thuốc được kê đơn nhiều thứ 206 tại Hoa Kỳ với hơn 2 triệu đơn thuốc.

## Sử dụng y tế
Thuốc này được dùng tại chỗ với 1 đến 2 giọt áp dụng cho (các) mắt bị ảnh hưởng tới 4 lần mỗi ngày.

## Tác dụng phụ
Đồng tử có thể bị mở rộng tạm thời
Sử dụng quá mức có thể gây ra mẩn đỏ nhiều hơn
Những người mắc bệnh tim, huyết áp cao, bệnh tăng nhãn áp góc hẹp hoặc những người gặp khó khăn khi đi tiểu không được khuyến khích sử dụng sản phẩm
Nên tháo kính áp tròng trước khi sử dụng. Sử dụng với kính áp tròng có thể dẫn đến giảm oxy hóa giác mạc bên dưới
Nếu trẻ sơ sinh hoặc trẻ em vô tình ăn phải thuốc, nó có thể dẫn đến hôn mê và giảm đáng kể nhiệt độ cơ thể. Nếu trẻ nuốt phải như vậy, nên gọi ngay một trung tâm kiểm soát chất độc 